# دوني جونسون
دوني جونسون (بالإنجليزية: Donny Johnson)‏ هو رسام أمريكي، ولد في 1960.